# هنري كوبر (سياسي)
هنري كوبر (بالإنجليزية: Henry Cooper)‏ هو قاضي وسياسي أمريكي، ولد في 22 أغسطس 1827 في كولومبيا في الولايات المتحدة، وتوفي في 4 فبراير 1884 في المكسيك. حزبياً، نشط في الحزب الديمقراطي. وقد انتخب عضو مجلس نواب تينيسي وانتخب عضو مجلس ولاية تينيسي وانتخب عضو مجلس الشيوخ الأمريكي.